# Spinners (vlinders)
De spinners (Lasiocampidae) zijn een familie van vlinders en de enige familie in de superfamilie Lasiocampoidea. In 2011 telde deze familie 1952 soorten in 224 geslachten. Enkele soorten, zoals de hageheld en rietvink, zijn overdag actief. In Nederland en België komen zestien soorten voor.

## Kenmerken
De wollig behaarde en zwaar gebouwde vlinders hebben geen roltong en eten niet meer als imago. Ze eten hun reserves als rups bij elkaar. Waardplant zijn allerlei loofbomen. Deze middelgrote vlinders zijn meestal bruin of grijs met enkele witte stippen. De vrouwtjes zijn over het algemeen een stuk groter dan de mannetjes. De vleugelspanwijdte bedraagt meestal minder dan 4 cm.
De harige rupsen zijn meestal kleurig met witte strepen in de lengterichting. De haren kunnen huidirritatie veroorzaken. De rupsen zijn vaak vrij groot, ongeveer 5 tot 6 centimeter.

## Voortplanting
De eieren worden om takjes van de waardplant afgezet in banden van 100 tot 200 stuks. De rupsen leven samen in tenten of webben van zijde, waarin de zon fraai weerkaatst. Ze verpoppen zich in stevige, eivormige, papierachtige cocons.

## Verspreiding en leefgebied
Deze familie komt wereldwijd voor, met uitzondering van Nieuw-Zeeland.

## Onderfamilies en enkele geslachten
- Chionopsychinae[2]
  - Chionopsyche Aurivillius, 1909
- Chondrosteginae
  - Chondrostega Lederer, 1857
- Lasiocampinae
  - Lasiocampa Schrank, 1802
  - Gastropacha
  - Odonestis
  - Pinara
- Malacosominae[2]
  - Malacosoma Hübner, 1820
- Poecilocampinae
  - Poecilocampa Stephens, 1828

Op basis van het werk van Zolotuhin et al. van 2012, worden de Macromphalinae niet langer gehandhaafd op het niveau van onderfamilie.

## Afbeeldingen

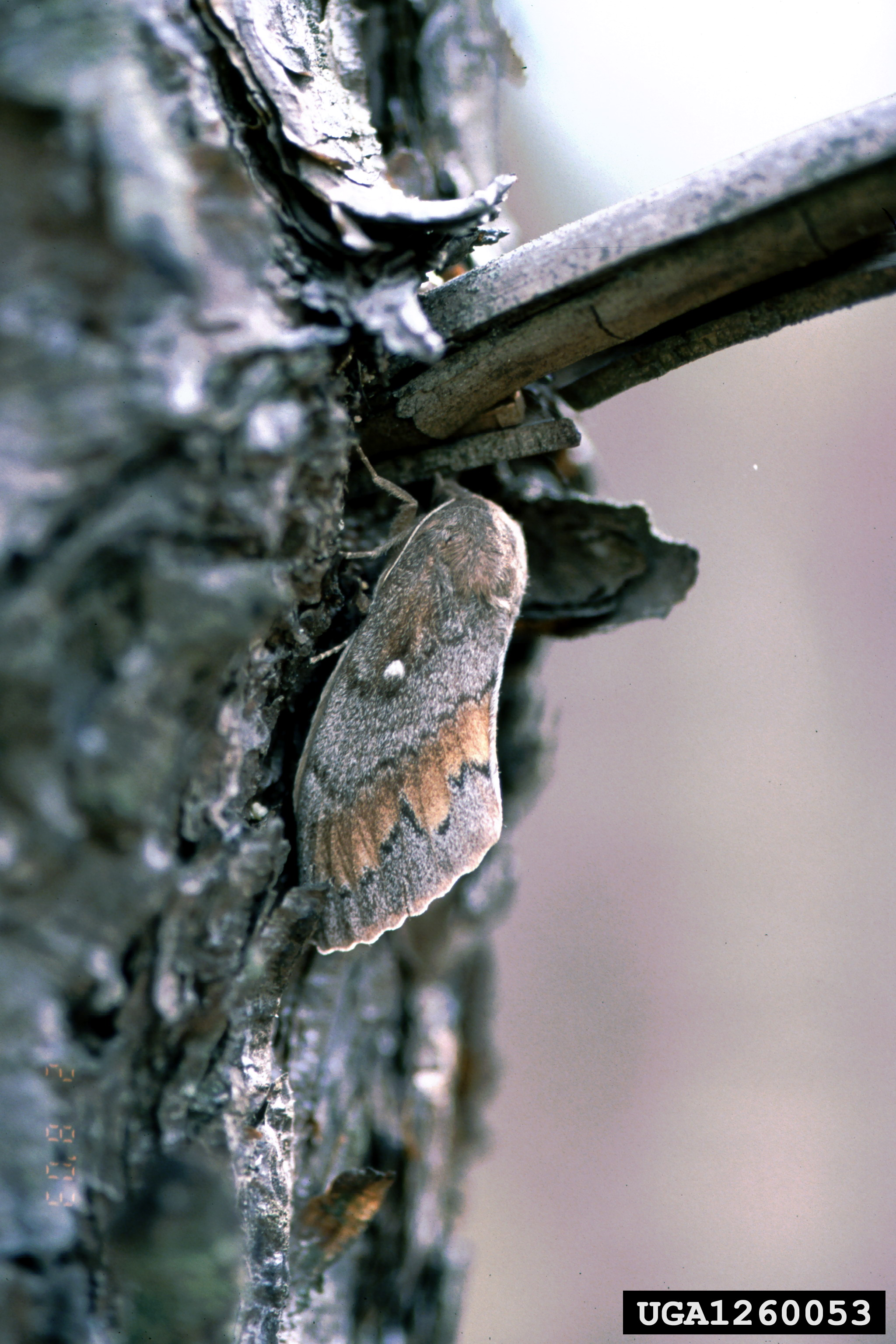
Dendrolimus pini Dennenspinner
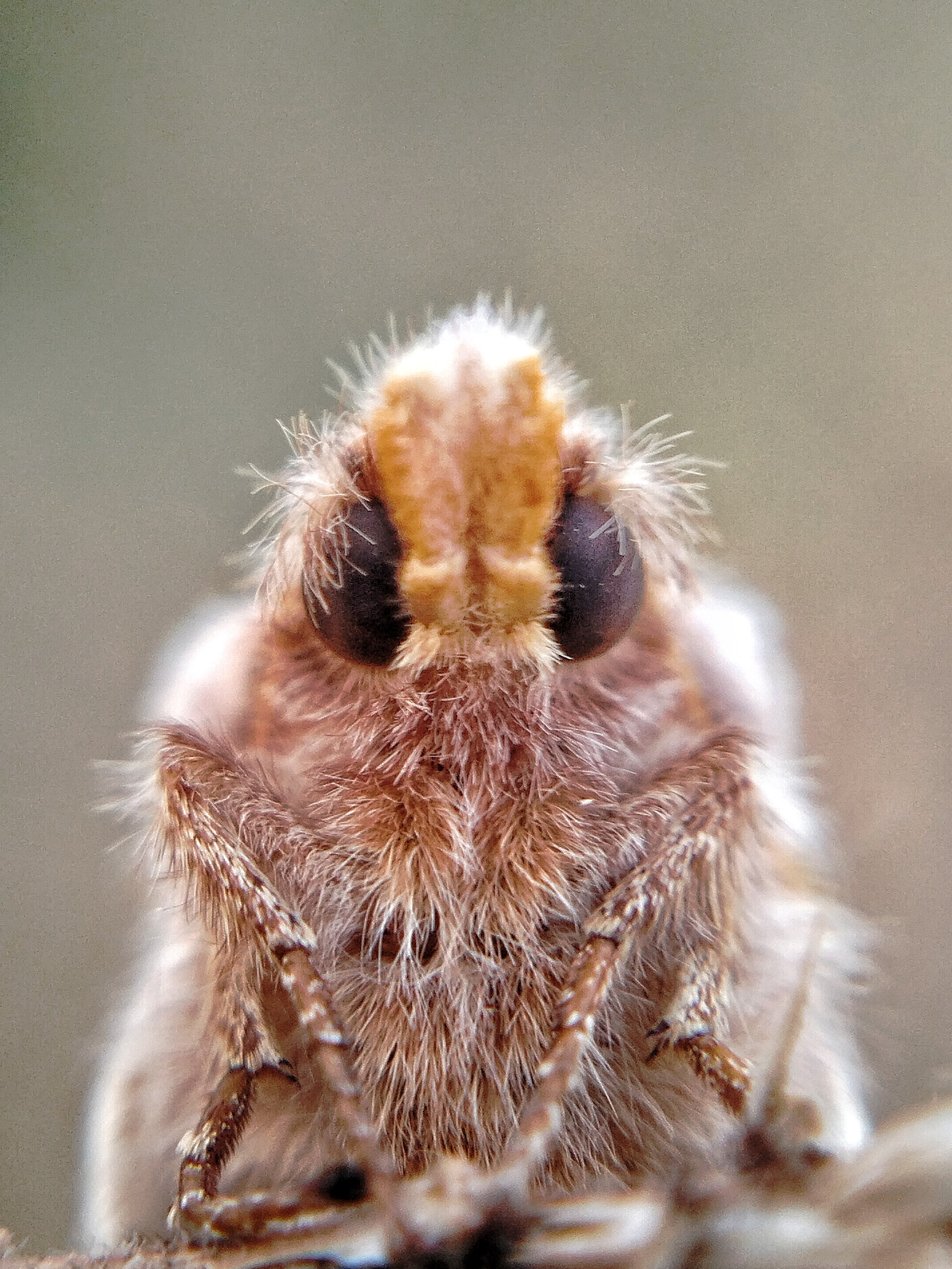
Euthrix potatoria Rietvink
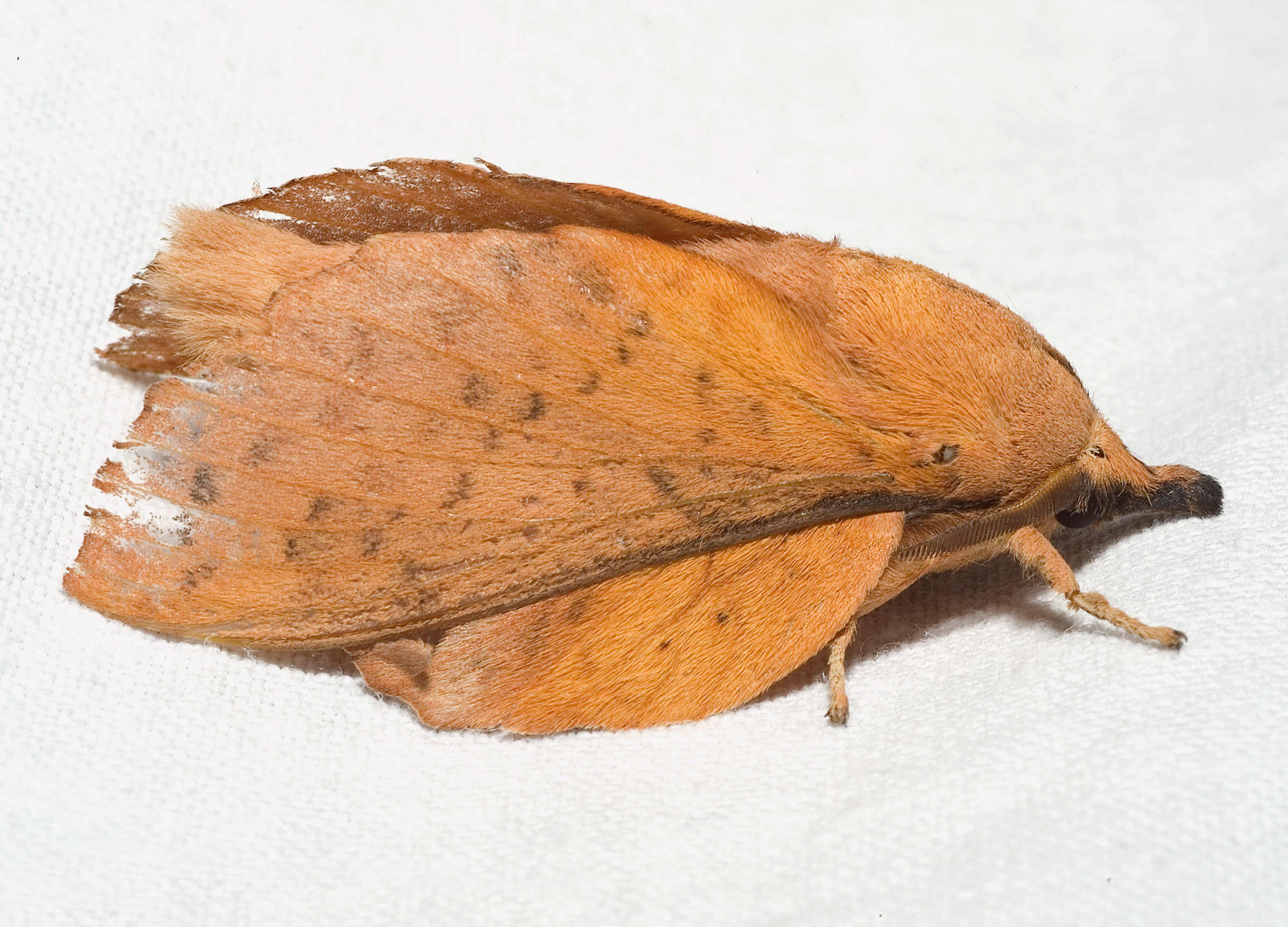
Gastropacha populifolia Populierenblad
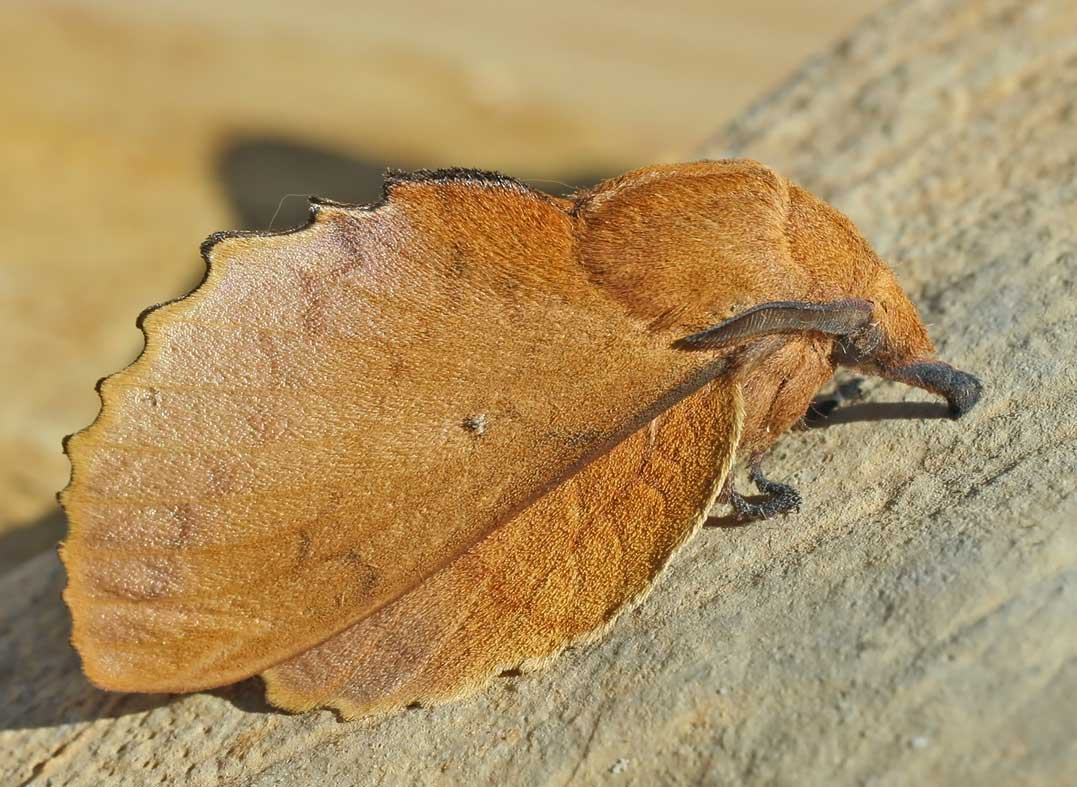
Gastropacha quercifolia Eikenblad
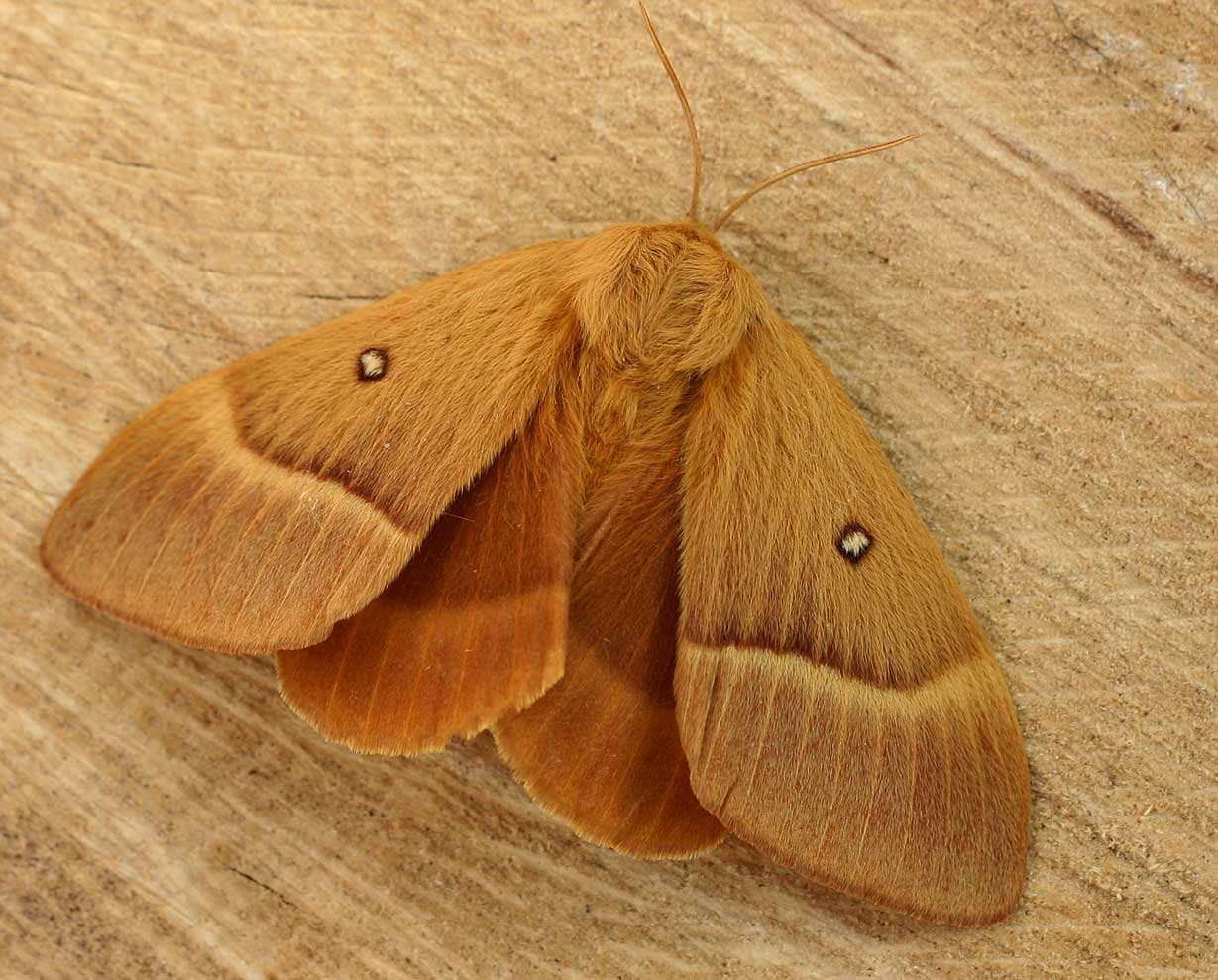
Lasiocampa quercus Hageheld
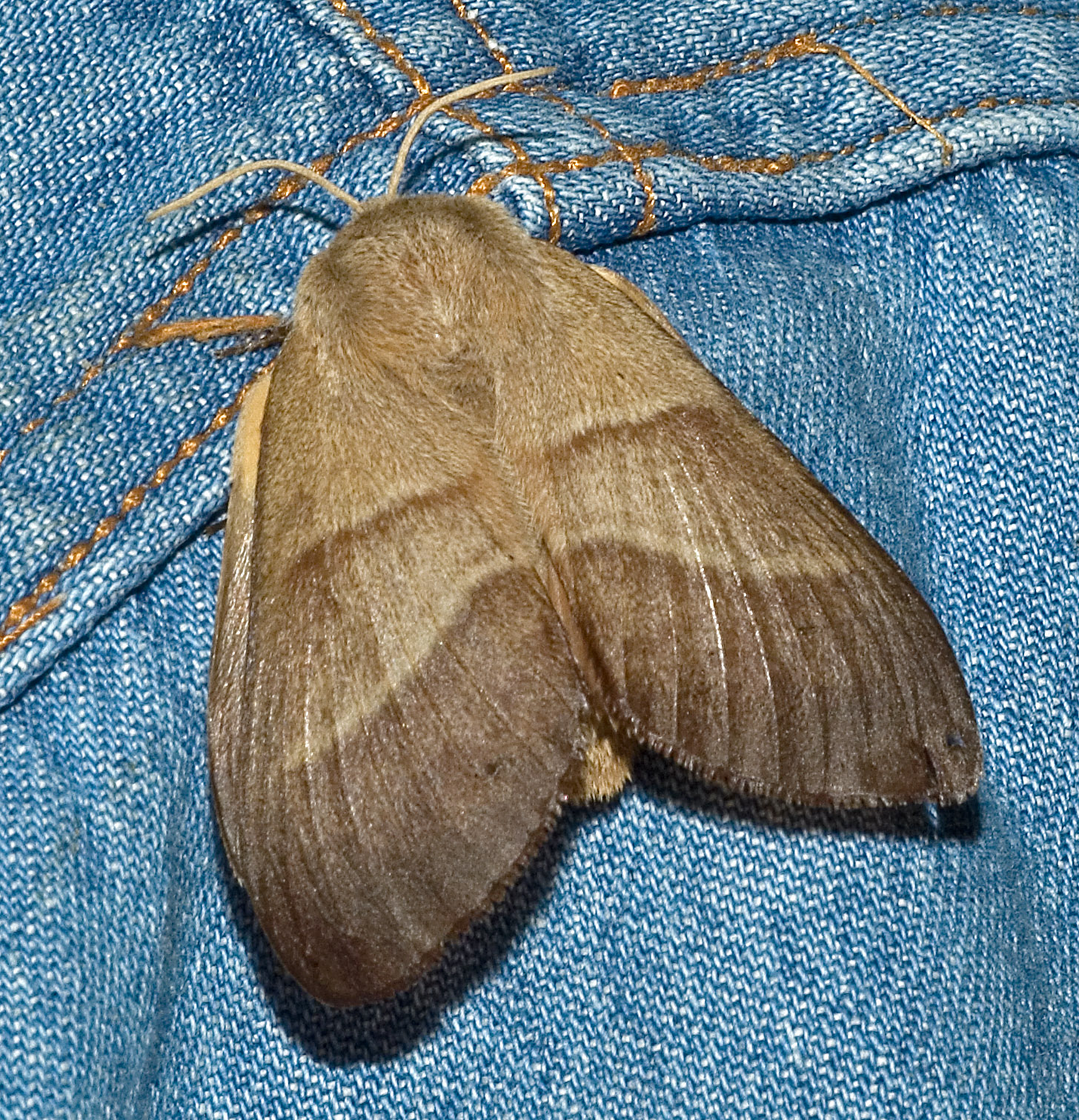
Macrothylacia rubi Veelvraat
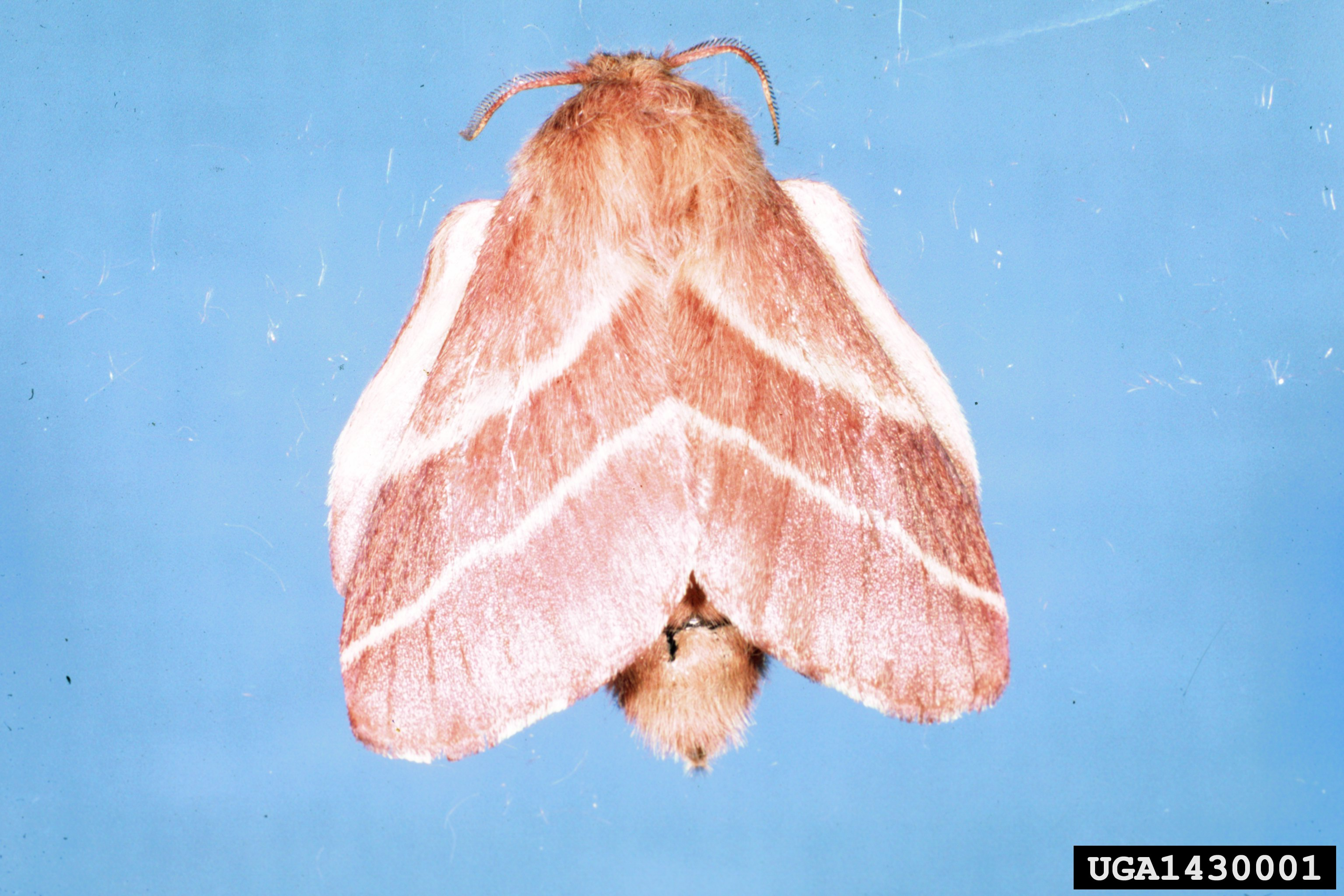
Malacosoma americanum
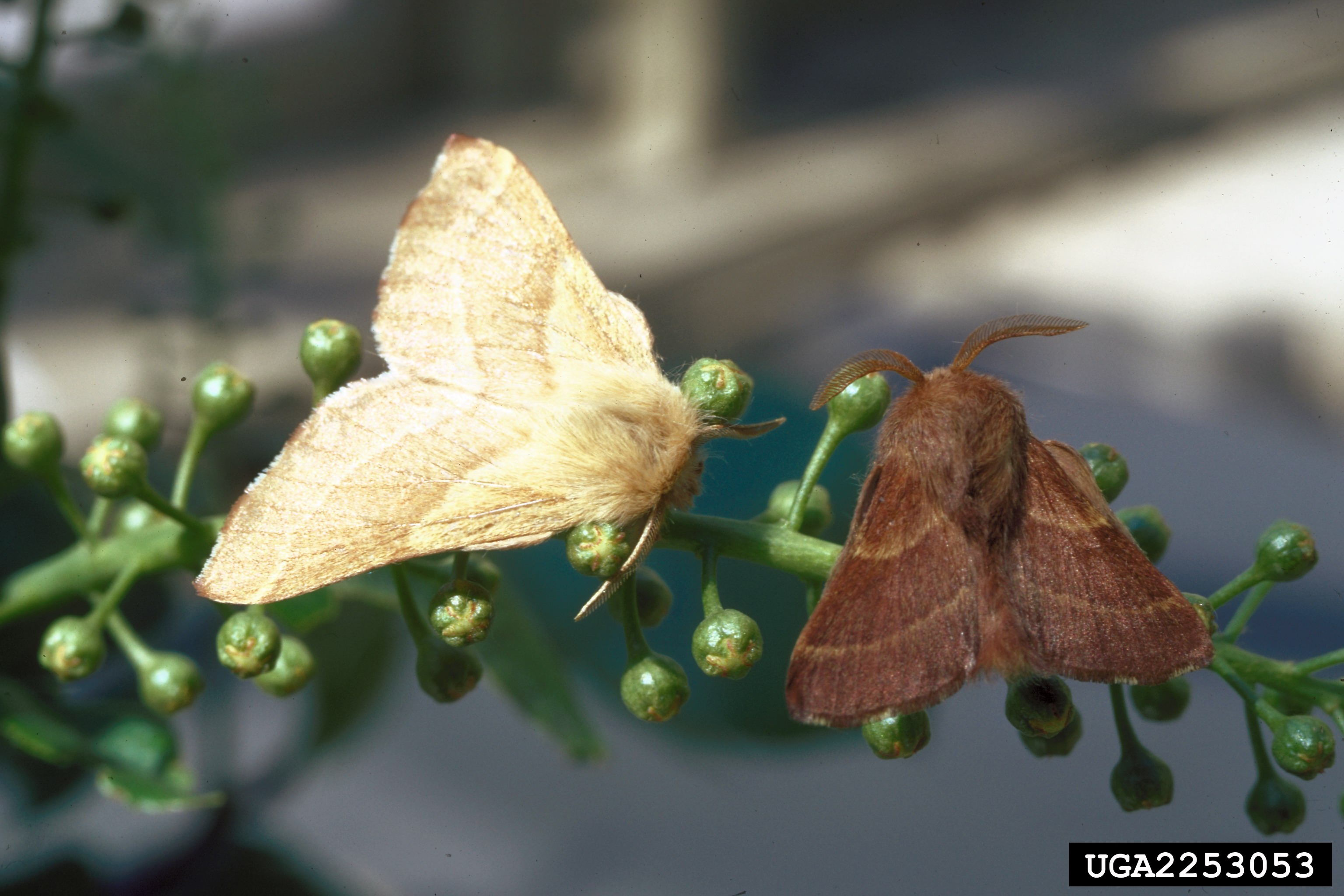
Malacosoma californicum
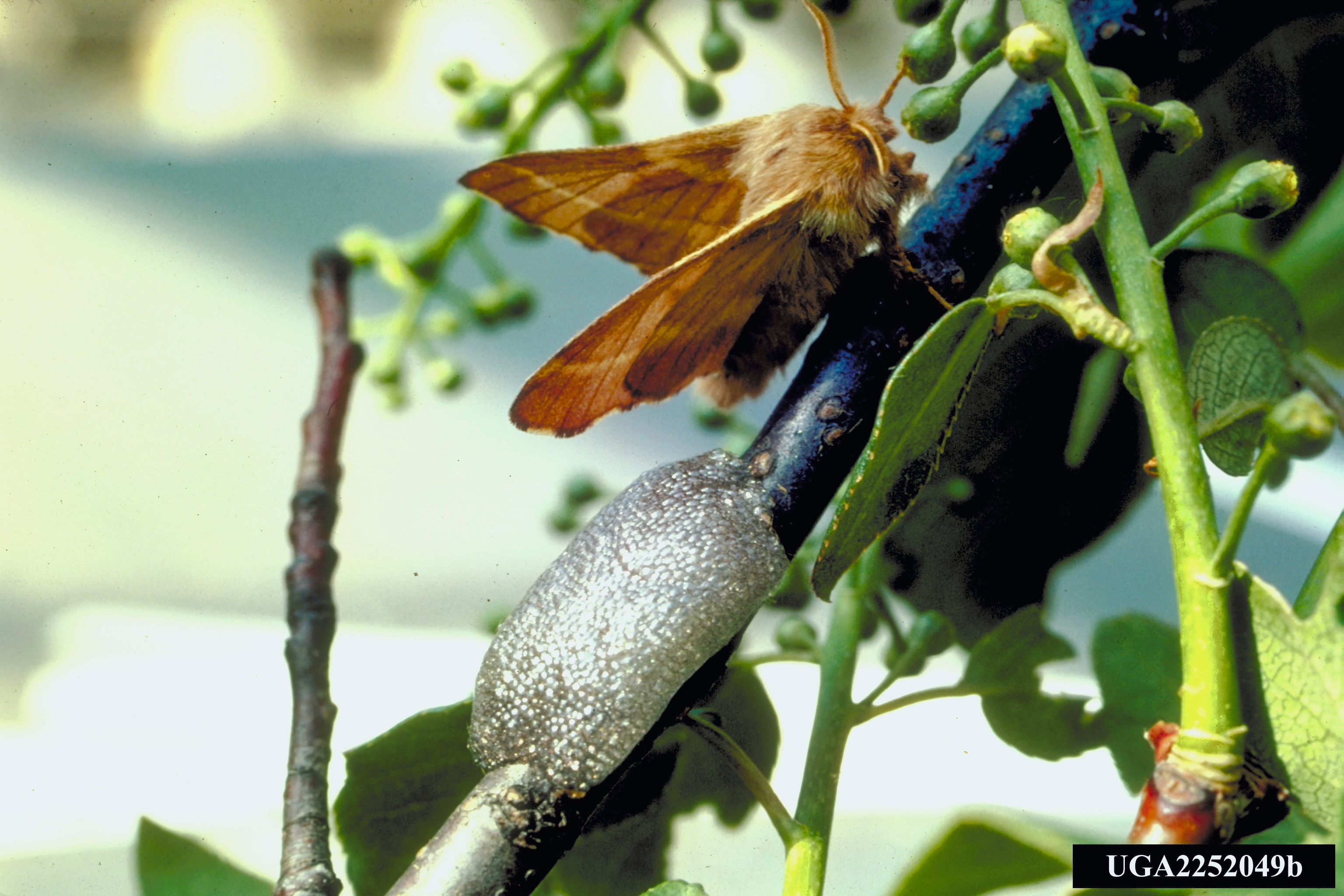
Malacosoma disstria
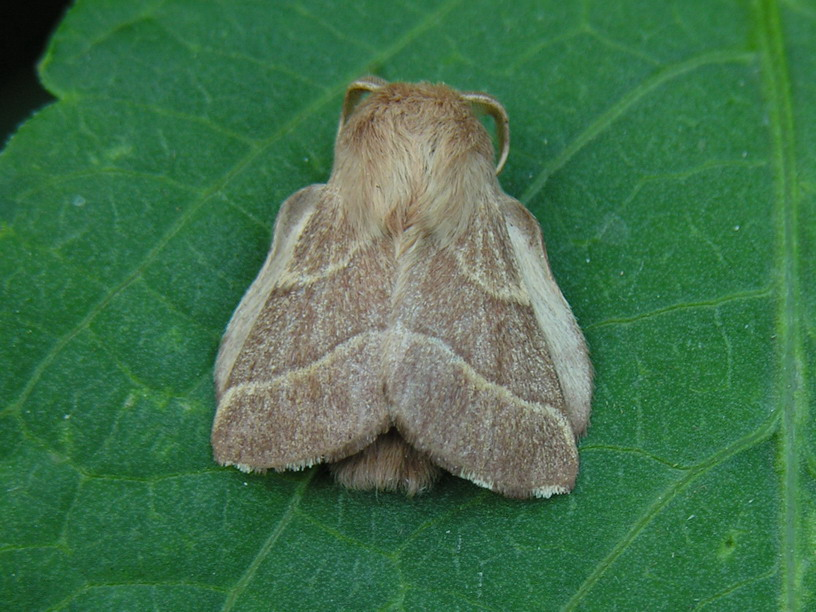
Malacosoma neustria Ringelrups
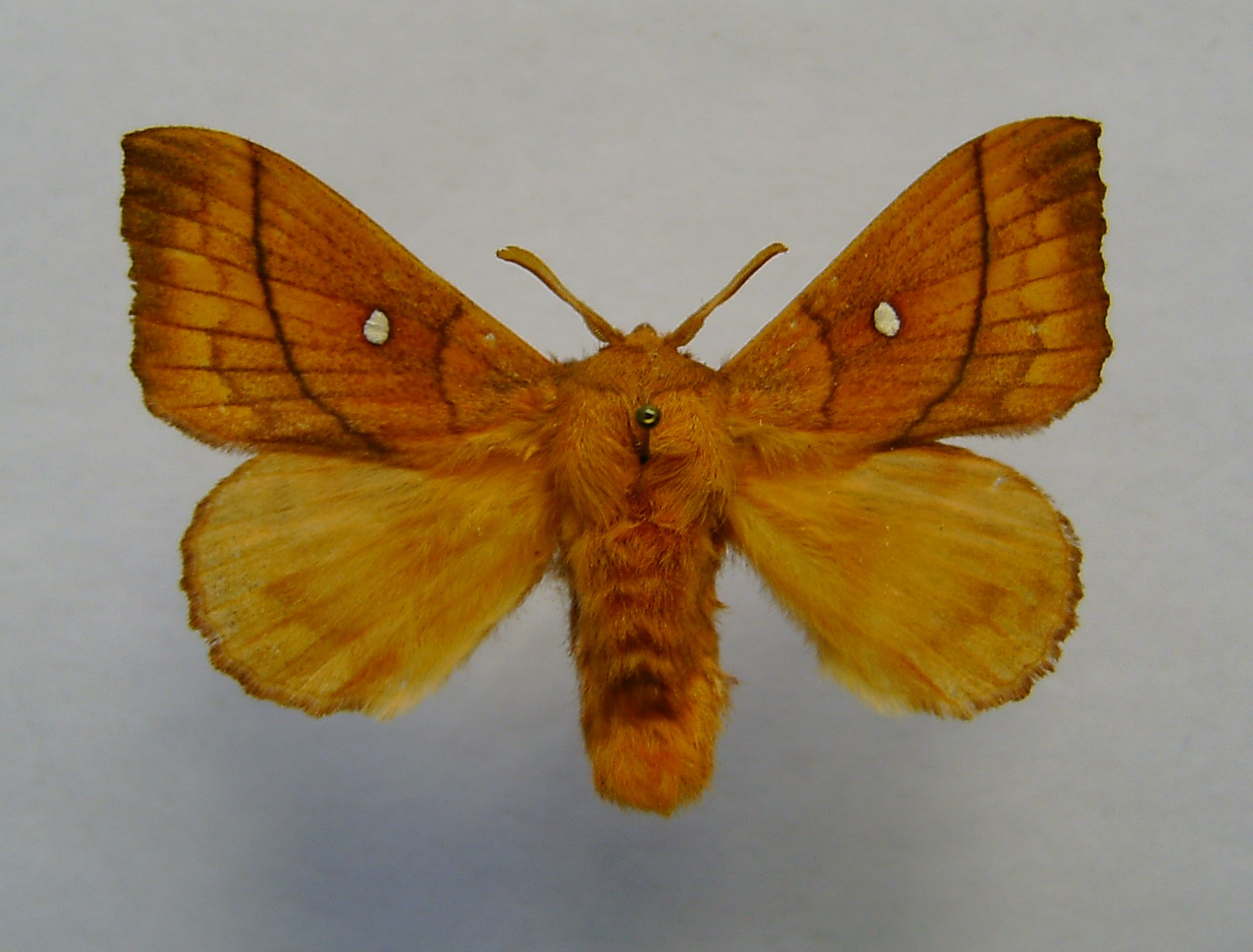
Odonestis pruni Kersenspinner
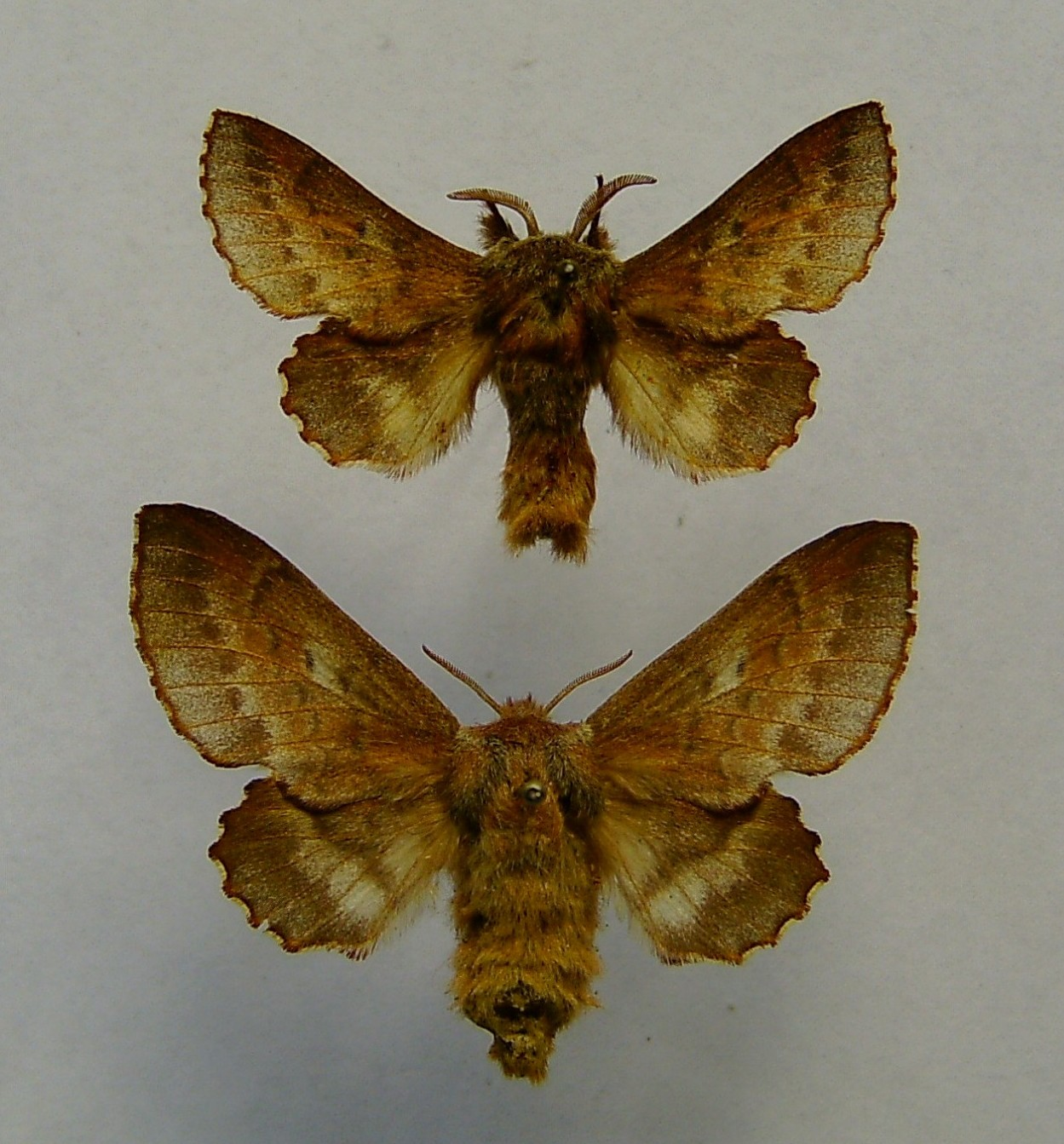
Phyllodesma ilicifolia Hulstblad
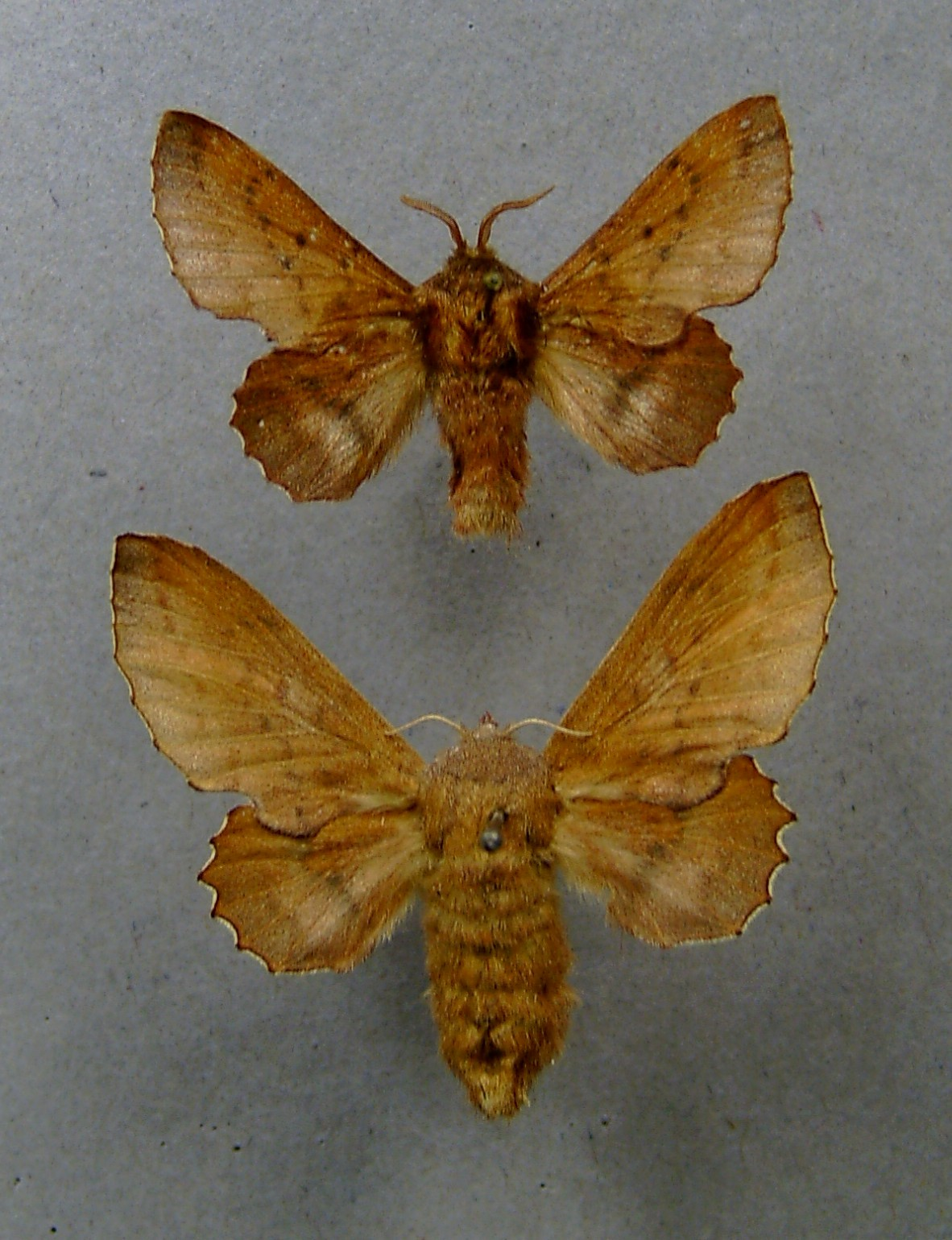
Phyllodesma tremulifolia Espenblad
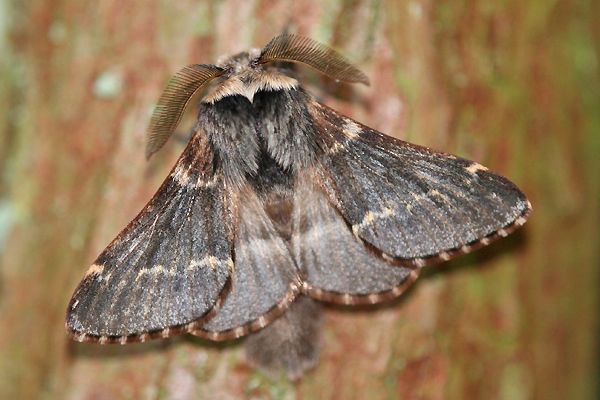
Poecilocampa populi Zwarte herfstspinner
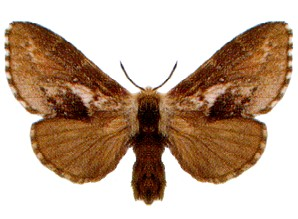
Porela vetusta
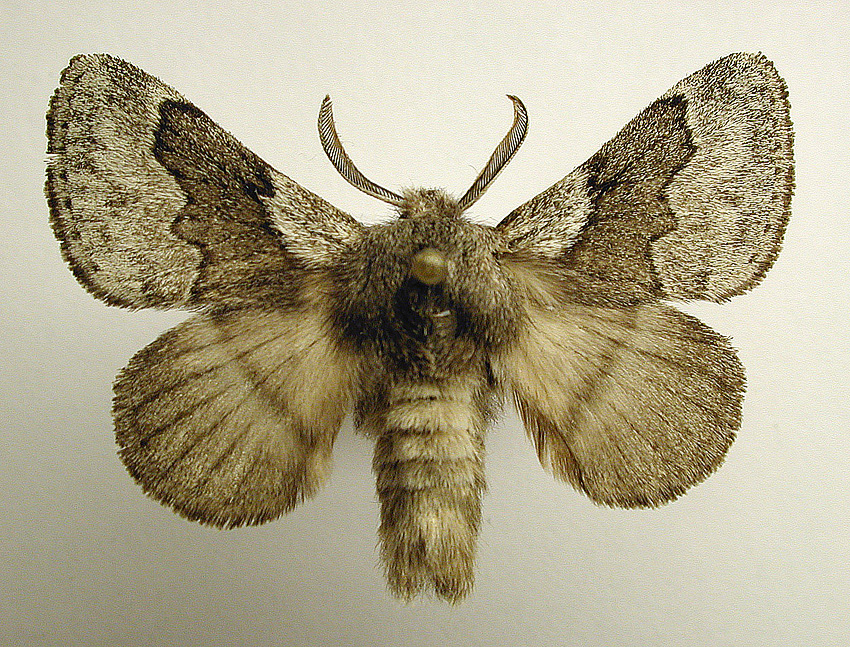
Trichiura crataegi Grijsbandspinner